# ジョシュ・デービーズ
ジョシュア・マーク・デービーズ（Joshua Marc Davies, 1985年9月12日 - ）は、オーストラリア・ビクトリア州ベンディゴ出身の元プロ野球選手（内野手、投手）。

## 経歴
2003年にアマチュアFAでアナハイム・エンゼルスと契約しプロ入り。
2005年まではルーキー級アリゾナリーグ・エンゼルスでプレーし、2006年はA級シーダーラピッズ・カーネルズで41試合に出場し、打率.242、3本塁打、22打点の成績を残した。
2007年8月10日にエンゼルスを自由契約となった。8月20日にサンディエゴ・パドレスとマイナー契約を結んだ。
2008年はルーキー級アリゾナリーグ・パドレスで投手としてプレーし、18試合登板、0勝1敗、防御率6.45の成績を残している。オフの11月18日に自由契約となった。
2010年からはオーストラリアン・ベースボールリーグのメルボルン・エイシズに再び野手として所属し、2016年まで現役としてプレーした。
2013年に第3回WBCオーストラリア代表に選ばれた。